# 타오화섬

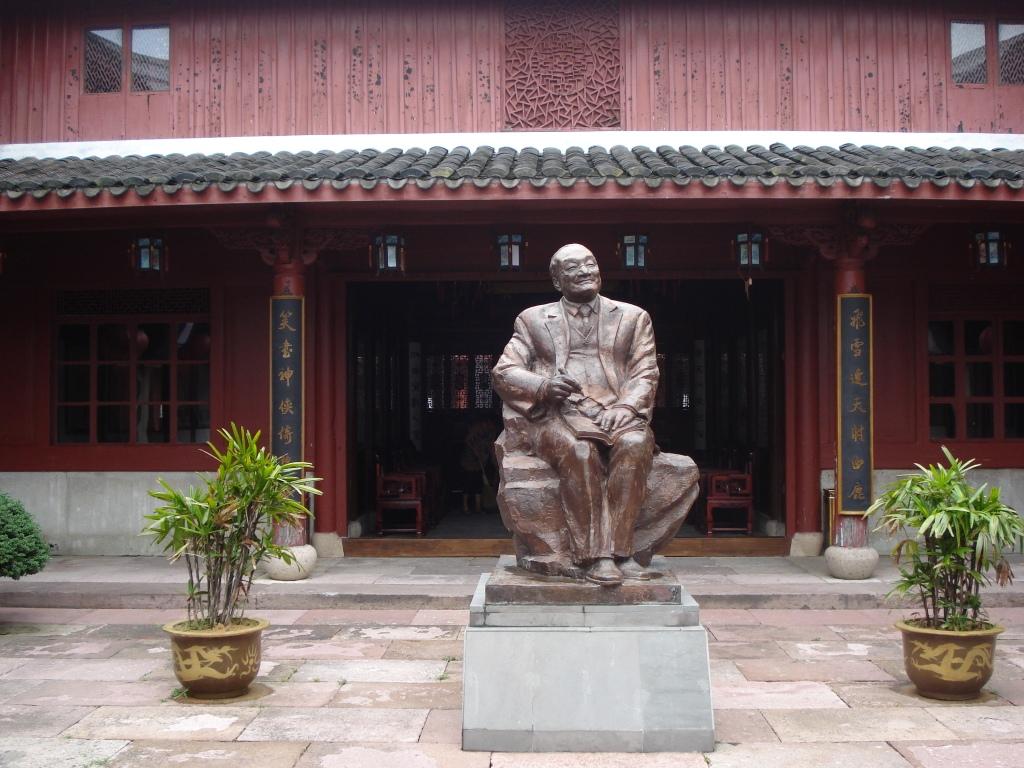

타오화섬(도화도, 桃花島)은 김용의 작품 《사조삼부곡》의 실제 배경이 된 저장성 저우산 군도의 섬으로, 인구는 약 2만 명이며 총면적은 41.7km2이다. 행정단위로는 저장성 저우산시 푸퉈구 타오화진(桃花鎮)에 속한다. 타오화섬은 중국국가4A급여유경구이며 2007년 저장성에서 아름다운 마을이라는 칭호를 얻었다. 이 곳에는 탑만금사, 안기봉, 도화협, 대불암 등의 볼거리가 있으며 2006년에는 약 60만 명의 관광객이 이 곳을 방문했다.

## 영웅문에서의 타오화섬
김용의 작품 《사조삼부곡》에서 저우산 군도의 타오화섬은 동사 황약사의 거처로서 주백통이 오랜 기간 감금생활을 하는 공간이자 진현풍과 매초풍의 구음진경 탈취사건으로 인해 아름다운 매화와 조경에도 불구하고 공포의 공간이 되는 장소이기도 하다. 1편 사조영웅전과 2편 신조협려에도 단골로 등장하는 배경이다.